# Paul Belmont
Pour les articles homonymes, voir Belmont.
Paul Octave Dominique Belmont, né le 24 mai 1899 à Grenoble et mort le 10 juin 1994 à Sainte-Marie-d'Alloix en Isère, est un philosophe français.
Il est inhumé à Villard-de-Lans dans ce même département. Il a été professeur de philosophie à l'école des Roches et fondateur du collège Stella Matutina à Villard-de-Lans.

## Biographie
Il est issu d'une famille bourgeoise catholique, passionnée par la montagne. Son père Joseph Belmont (1860-1939) est issu d'une famille de soyeux lyonnais et il était directeur du crédit lyonnais de Grenoble. Sa mère Marguerite Raillon (1963-1952) était originaire de Bourgoin-Jallieu en Isère.
Il avait sept frères et sœurs plus âgés que lui dont trois sont morts durant le Grande Guerre et deux en bas âge. Ferdinand Belmont, un de ses trois frères mort durant le premier conflit mondial, a rédigé des lettres à ses parents lorsqu'il était au front, qui ont été publiées après la guerre et ont connu un certain succès.
Très jeune, il commence à réfléchir sur la cause mystérieuse de tout ce qui existe.
À la sortie de la Guerre, il veut étudier la philosophie pour poursuivre ses réflexions personnelles. Il retrouve Grenoble où il deviendra l'élève de Jacques Chevalier à la faculté des Lettres de 1919 à 1923. Il fera partie du groupe de travail en commun créé par Jacques Chevalier, comprenant entre autres Jean Guitton ou encore Jean Anglès d'Auriac. Ils initient ensemble le mouvement des philosophes chrétiens, dont les référents sont Bergson et le père Pouget.
Paul Belmont se marie avec Marie Barrié le 20 juillet 1927 à Grenoble. De cet union naîtront onze enfants dont l'architecte Joseph Belmont, leur fils aîné.
En 1938, il publie un ouvrage sur le testament de Socrate avec un avertissement de Jacques Chevalier.
Il deviendra par la suite professeur de philosophie à l'école des Roches dans l'Eure, à Verneuil-sur-Avre puis, en 1941, il fonde le collège "Stella Matutina"  à Villard-de-Lans (Isère) et l'installe en 1953 dans le fleuron des maisons climatiques de Villard de Lans," Le Clocher ", crée par Geneviève Auffray en 1934. Ce collège, "Le Clocher Stella Matutina "  fonctionnera sur le modèle de l'École des Roches jusqu'à sa fermeture en 1977.
Il meurt à Sainte-Marie-d'Alloix, le 10 juin 1994, entouré de ses 11 enfants et 37 petits-enfants.

## Travaux
- Testament de Socrate, préface de Jacques Chevalier, Paris : Hermann, 1938
- Paul Belmont, Emmanuel Mounier, Robert Aron, Jacques André et Charles Bernard, « Jean Guitton », Revue Montalembert,‎ 1963, p. 366 (ISSN 1252-4328)